# The Blacksmith’s Shop

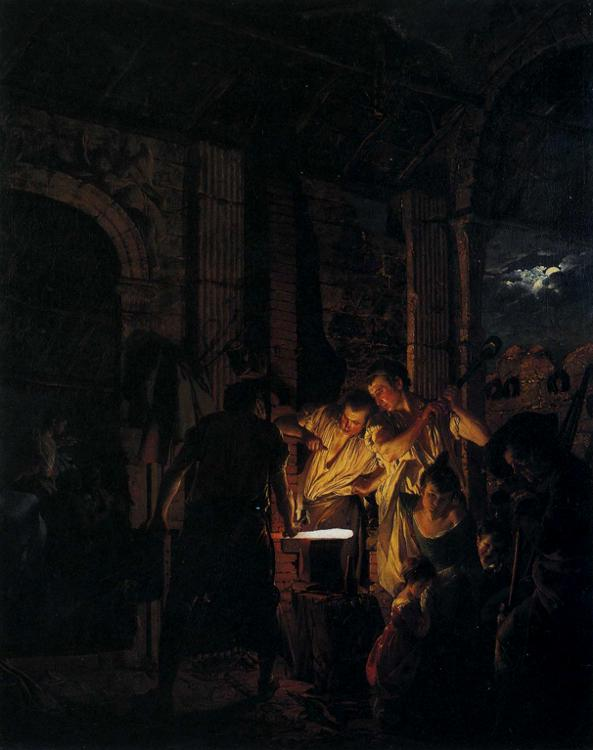
Joseph Wright of Derby. A Blacksmith's Shop.1771. Derby Museum and Art Gallery.

The Blacksmith’s Shop (I Smedjan) är motiv av fem målningar av den engelske målaren Joseph Wright of Derby. Han målade dem mellan 1771och 1773. Det var ett ovanligt motiv för perioden. Målningarna hyllar traditionellt hantverk och det sociala värdet av hårt manuellt arbete.
Scenen påminner om 1600-talets nativitetscen, för att där finns en grupp av människor kring en central ljuskälla bland ruiner. Målningen har också typiska element för Wrights andra bilder: man ser massor av detaljer illuminerade av levande ljus mot mörka bakgrunder.
För att uppnå den dramatiska effekten, skapade Wright en scen av en resenär som hade varit med om en olycka. På så sätt kunde han säga att man krävde reparation vid levande ljus och kunde inte vänta till dagsljus.
En grupp av tre barn till höger om smedjan skulle sannolikt inte ha funnits i verkligheten, därför att det skulle ha varit farligt att stå så nära en svängande hammare. Det är sannolikt att Wright inkluderade dem för kompositionens skull, för att  dra oss in i målningen - barnen tar kontakt med betraktaren genom att titta direkt på dem. Ungdomarna ger också en kontrast till smedernas kunskap och styrka. Närvaron av kvinnor och barn är ett gemensamt tema för alla Wrights målningar av smedjor och hårt arbete.
I sina industriella målningar fortsatte Wright att experimentera med effekterna av naturligt och artificiellt ljus. Wright var inte den första konstnären i europeisk konst som var djupt intresserad av klärobskyr eller chiaroscuro. Hans verk motsvarar tydligt målningar av Caravaggio (1569–1609) och hans anhängare, särskilt med dessa av Georges de la Tour (1593–1652). Även om Wright förmodligen inte hade sett bilder eller ens namnet på de la Tour, har de likadan konstnärlig teknik. Nästan alla de la Tours målningar är upplysta av ljuset från en ficklampa eller ett ljus, antingen  naket, eller bakom en hand. Wrights termen "levande ljus-bilder" kan bokstavligen tillämpas också på de la Tours verk.